# 캐스린 그레이슨
캐스린 그레이슨(Kathryn Grayson, 1922년 2월 9일 ~ 2010년 2월 17일)은 미국의 배우, 오페라 가수이다.

## 영화, 텔레비전
- 닻을 올리고
- 지그펠드 폴리스

## 연극
- 나비 부인
- 라 트라비아타
- 라 보엠
- 메리 위도우
- 천국과 지옥 (오페라)